# Ocenebra foveolata
Ocenebra foveolata är en snäckart som först beskrevs av Hinds 1844.  Ocenebra foveolata ingår i släktet Ocenebra och familjen purpursnäckor. Inga underarter finns listade i Catalogue of Life.